# Эон София
Эо́н Софи́я, Верховная Премудрость (от др.-греч. αιών - век, эпоха и Σοφία - премудрость) — в гностицизме — женский двенадцатый эон.
У гностиков, в частности, Валентина и Птолемея, София выступает как последний из эонов, замыкающий плерому. Ей отводится особая роль в космогонии гностицизма: устремившись в страстном порыве к Первоотцу, желая созерцать его, София нарушает тем самым целостность Плеромы и оказывается исторгнутой из неё. Её негативные эмоции (ужас, печаль, изумление) порождают душу и материю. Она производит на свет Демиурга, создающего из них материальный мир. Втайне от него София подмешивает в этот мир пневму — дух. Она без мужского начала порождает бесформенную Ахамот, уподобляемую выкидышу. Ахамот была исторгнута из плеромы, Софию же вернули назад.